# Xu Genbao

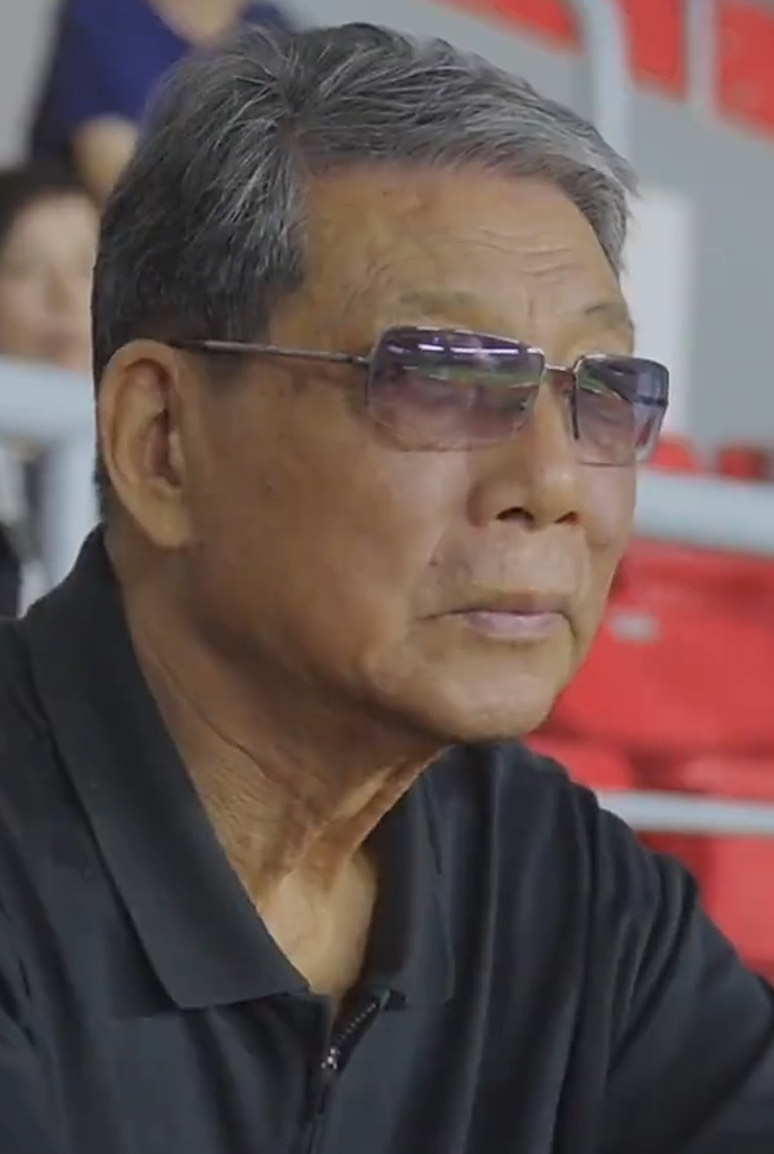

Xu Genbao (em chinês simplificado: 徐根宝; em chinês tradicional: 徐根寶;Xangai, 16 de janeiro de 1944) é um dirigente esportivo, empresário, ex-treinador e ex-jogador de futebol chinês, que atuava como lateral-esquerdo.
Ele é o fundador, foi o primeiro presidente e primeiro treinador do Shanghai East Asia Football Club (mais conhecido como Shanghai Dongya). É também é fundador e proprietário da Genbao Football Academy (Academia de Futebol Genbao), que revela jogadores para o futebol profissional chinês até hoje. 
Xu Genbao é uma pessoa famosa no mundo do futebol na China, ele foi o treinador da equipe que conquistou o título da Liga Jia-A com a equipe B da Seleção Chinesa, foi depois dessa conquista que ele começou a ganhar atenção no futebol chinês. Este sucesso precoce levaria a um convite para comandar a equipe principal da Seleção. Depois treinou times conhecidos no país, como o Shanghai Shenhua e Dalian Wanda.

## Carreira

### Como Jogador
Predominantemente um lateral-esquerdo ao longo de sua carreira, Genbao jogou principalmente para a equipe de futebol do Exército de Nanjing, o Nanjing Army FC e no Bayi Football Club. A Revolução Cultural Chinesa que teve início em 1966, fez com que sua carreira fosse severamente interrompida, no entanto, quando a mesma teve fim, ele foi capaz de retomar sua carreira futebolística e ajudar a conquistar o título da liga para o Bayi, em 1974. Ele ainda jogou na Seleção Chinesa, quando ajudou a equipe a se classificar para a Copa da Ásia de 1976. Após isso, Genbao se aposentou dos gramados ao 31 anos, em 1975.

### Como Treinador
Início precoce como Treinador
Depois que se aposentou, lhe foi dada a oportunidade de gerenciar o time da segunda divisão chinesa, o Shanxi Provincial Football Club em 1978, onde, depois de duas temporadas, ele não alcançou os objetivos traçados pelos dirigentes e foi demitido. Depois disso, ele foi treinar a da Associação de Futebol de Huochetou (também da segunda divisão), quando o Yunnan Provincial Football Club ofereceu-lhe um cargo de treinador principal para a disputa da terceira divisão do Campeonato Chinês em 1982, no entanto, ele não conseguiu o acesso e saiu logo depois.
Seleção Chinesa
Quando deixou o Yunnan, ele fez vários cursos para aperfeiçoar sua carreira como treinador profissional, esses cursos avançados que realizou foram feitos no Instituto do Esporte de Pequim, entre 1984 e 1986. Quando ele terminou, recebeu uma proposta para comandar a equipe B da Seleção Chinesa, recém-formada, que foi a equipe de jovens chineses que foram autorizados a jogar no sistema de liga. Seu tempo com eles foi extremamente bem sucedido, ele ganhou o título da Liga Jia-A (primeira divisão do campeonato chinês) na temporada de 1989. Impressionados com sua liderança, a Associação Chinesa de Futebol removeu equipe B e permitiu Xu Genbao a levar o time para jogar torneios internacionais. Portanto Xu se tornou o treinador da equipe principal da Seleção Chinesa; no entanto seu tempo neste cargo foi extremamente curto, quando a Associação  decidiu que queria um técnco mais experiente, então contratou Klaus Schlappner para comandar a equipe na Copa da Ásia, em 1992. Entretanto, Genbao permaneceu como assistente da Seleção até 1993.
Shanghai Shenhua e Guangzhou Songri
Com a Associação Chinesa de Futebol mudando todo o sistema de liga para se tornar profissional, o Shanghai Shenhua queria Xu Genbao para ajudá-los na sua transição no início do Campeonato de 1994. Ele rapidamente aplicou técnicas e táticas mais profissionais e bem elaboradas, bem como desenvolveu um time que jogasse de igual para igual contra o domínio do Dalian Wanda dentro da liga. Isso aconteceu quando o Shanghai Shenhua venceu o título da liga pela primeira vez em mais de 30 anos, em 1995. Desejo pessoal de Xu Genbao de ver melhores técnicas de treinamento, ele decidiu ajudar a fundar o Shanghai Cable 02, uma equipe de futebol juvenil projetado para melhorar as técnicas de futebol de jovens jogadores chineses. Na temporada seguinte, de volta ao Shanghai Shenhua, Xu Genbao não teve o mesmo desempenho da temporada anterior, apesar de terminar em segundo lugar no campeonato, Xu foi criticado pela sua performance. Shanghai Shenhua decidiu não continuar com o treinador para a temporada seguinte e ele seguiu para Guangzhou Songri da 2ª divisão chinesa, em 1997, onde ele imediatamente obteve sucesso, fazendo uma boa temporada e terminando na 4ª colocação, obtendo o acesso à 1ª divisão.
Dalian Wanda
O Dalian Wanda estava procurando um substituto para seu antigo e vitorioso treinador, Chi Shangbin, eles rapidamente viram em Xu Genbao o potencial para ocupar o cargo, apesar de Xu ter vencido um título em cima do Dalian pelo Shanghai Shenhua em temporadas passadas. Na sua primeira temporada, Xu Genbao pareceu uma escolha certeira feita pelo Wanda, quando ele rapidamente se impôs dentro da equipe e levantou mais um título do Campeonato Chinês, em 1998, ainda por cima foi vice-campeão na Liga dos Campeões da Ásia de 1997-98. Na temporada seguinte, Genbao viu o cenário do Dalian mudar drasticamente, quando eles lutaram contra o rebaixamento no Campeonato de 1999, o que fez o treinador se demitir ao fim da temporada.
De volta a Xangai
Ele retornou a cidade de Xangai para comandar o Shanghai Zhongyuan, clube da segunda divisão chinesa (Jia-B League) onde ele conquistou o título da competição e a promoção para a primeira divisão, em 2001.[carece de fontes?] O Shanghai Shenhua, que não ganhava o título desde a última passagem de Xu pela equipe queria trazer o vitorioso comandante de volta, na esperança que ele pudesse repetir o sucesso de outrora, Xu Genbao viu que está era a oportunidade perfeita para vender o time que ajudou a fundar, o Shanghai Cable 02 para o Shenhua e incorpora-lo como um time B do mesmo Shenhua. Enquanto, o Cable 02 fazia uma temporada regular na terceira divisão chinesa (a Jia-C League), Xu Genbao, que levou muitos jogadores do Cable 02 para o Shenhua, teve uma temporada desastrosa no comando da equipe principal. Com o Shenhua lutando contra o rebaixamento, Xu foi demitido de seu cargo e Wu Jingui assumiu como seu substituto. Ironicamente na temporada seguinte o Shanghai Shenhua viria a ganhar o título da primeira divisão, utilizando muitos dos jogadores trazidos do Shanghai Cable 02 por Genbao.

## Pós-carreira empresarial

### Genbao Football Academy e Shanghai Dongya
Ver: Shanghai Dongya Football Club
Em 16 de maio de 2000, Genbao, funda a Genbao Football Academy (Academia de Futebol Genbao) e matricula 96 garotos na academia, nascidos entre 1988 e 1991 (entre 9 e 12 anos na época), que deveriam ser treinados no recém-construído Arena Genbao Football Base.
Inicialmente, Genbao não tinha a intenção de criar um clube de futebol profissional. No entanto, como a procura de garotos mais velhos para jogar pela Academia era grande e a falta de concorrência no futebol juvenil da China, fizeram Xu criar um clube de futebol, de modo que os seus comandados poderiam ganhar experiência como jogadores profissionais. No Natal de 2005, o Shanghai East Asia Football Club foi fundado por Xu Genbao, em parceria com a Xangai Dongya Sports and Culture Center Co. Ltd (Centro de Cultura e Esportes do Leste da Ásia), com Xu Genbao sendo o primeiro presidente do clube. Xu nomeia Claude Lowitz, um treinador de jovens franceses como o treinador da recém-fundada equipe.
Com jogadores jovens com idade entre 14 e 17 anos, o Shanghai Dongya participou de seu primeiro campeonato em 2006, a China League Two, a terceira divisão do Campeonato Chinês. A equipe mandou seus jogos no campo de treinamento Arena Genbao Football Base, em Chongming, Shanghai, e acabou terminando a sua primeira temporada em 7º lugar, com 14 pontos. Durante a campanha, os jogadores de Xu quebraram alguns recordes durante a temporada. Cao Yunding foi o mais jovem goleador do Campeonato Chinês (entre as divisões), com 16 anos e 242 dias, e Wu Lei o mais jovem jogador de futebol profissional chinês, com apenas 14 anos e 287 dias. 2 No final de 2006, Claude Lowitz deixou o clube, e o ex-assistente-técnico, Jiang Bingyao foi efetivado. Com as lições aprendidas e experiências adquiridas com a sua temporada de debutante, o jovem Dongya ganhou o título da divisão em 2007 (apenas no seu segundo ano como clube profissional), ao bater o Sichuan FC na final, e, assim, ganhar a promoção para a China League One, a segunda divisão chinesa. A equipe fez 30 pontos na fase de grupos.
A equipe ainda representou a cidade de Xangai nos Jogos Nacionais da China de 2009, Xu foi o treinador da equipe e levou a equipe ao ouro. Com o clube em uma divisão superior, o Shanghai Dongya mudou-se para os 30.000 lugares do Jinshan Sports Centre no distrito de Jinshan e terminou a China League One de 2008, em um respeitável 6º lugar com 28 pontos.
O jovem clube mudou de casa novamente, foi para o maior e mais confortável Estádio de Shanghai, com capacidade para 56 mil lugares para a disputa da China League One de 2009. A equipe do leste asiático terminou a temporada em 4º lugar, com 44 pontos e apenas perdeu a promoção, por uma única vitória. Apenas atletas chineses e até os 20 anos de idade atuaram naquela temporada, quase todos formados na Academia de Xu.
O ex-jogador da Seleção Chinesa, Fan Zhiyi, assumiu como treinador em 2010, porém não conseguiu a promoção para a primeira divisão, apesar de ficar em 4ª lugar no campeonato. Foi demitido ao fim da temporada. Naquele ano o clube contratara seus primeiros jogadores estrangeiros, o macédonio Nikola Karçev e o haitiano Fabrice Noël. 
Na temporada de 2011, Genbao promoveu vários jogadores do juvenil para a equipe principal, o Shanghai Dongya terminou o campeonato num amargo 9º lugar, com 32 pontos.
No início da temporada de 2012, o clube vendeu os seus name rights (direitos do nome) para um patrocinador, o Zobon Group que assinou um contrato de ¥ 30 milhões de yuans, o nome da equipe profissional foi alterada para Shanghai Tellace, enquanto o nome do clube, em si, permaneceu inalterado, como Shanghai Dongya FC. 6 No fim da temporada, o Shanghai Tellace foi campeão da China League One com 59 pontos, e conquistou o tão sonhado acesso à primeira divisão, a Super Liga Chinesa. Sendo assim, o clube ganhou seu segundo título com apenas 6 anos de fundação.
Antes da temporada de 2013, o clube vendeu o nome da equipe principal novamente para o grupo chinês Shanghai International Port Group (SIPG), sob um contrato milionário de ¥ 40 milhões yuans de patrocínio. Na temporada, o time terminou num bom 9º lugar para sua temporada de estreia na primeira divisão, com 37 pontos.
Em 2014, a equipe terminou em 5º lugar com 48 pontos.
Em outubro de 2014, Xu Genbao decidiu que era hora de seu clube ser elevado a um novo patamar. Com idade avançada e querendo se dedicar totalmente a sua moderna Academia de Formação de jogadores (Genbao Football Base), ele decidiu vender o clube. O patrocinador-master do time comprou 100% das ações dos Eagles por ¥ 500 milhões de yuans (quase € 67 milhões de euros)  e injetou muito dinheiro no clube de Xangai. A empresa que comprou o time foi a Shanghai International Port Group (SIPG), empresa multimilionária que administra o Porto de Xangai. Em 2014, a equipe terminou em 5º lugar com 48 pontos.

### Lorca
Em janeiro de 2016, Xu Genbao comprou o pequeno clube espanhol Lorca Fútbol Club, da Região de Múrcia por € 1,3 milhão de euros.
Em um ano, pôs a equipe na Segunda Divisão local com uma estratégia um tanto quanto inusitada.
Ou pouco ortodoxa, se preferir.
Com a bagagem de alguém que construiu do zero um clube que foi vendido por quase 67 milhões de euros, comandou a seleção local e ocupou outros cargos em grandes de seu país, ele não se furtou ao longo da última temporada em dar palpite nos espanhóis dentro de campo, também. Talvez por esse motivo, a rotação fora do comum no banco de reservas: foram dois técnicos demitidos nos primeiros meses por não ouvi-lo.

## Títulos

### Como Jogador
Bayi FC
- China National League (1): 1974

### Como Treinador
Seleção Chinesa (time B)
- Liga Jia-A Chinesa (1): 1989

Shanghai Shenhua
- Liga Jia-A Chinesa (1): 1995
- FA Supercopa Chinesa (2): 1999, 2001

Dalian Wanda
- Liga Jia-A Chinesa (1): 1998

Shanghai Zhongyuan
- Liga Jia-B Chinesa (1): 2001

Shanghai Dongya (Como Presidente)
- China League Two (1): 2007
- China League One (1): 2012

Shanghai Football Team
- Ouro - Jogos Nacionais da China (1): 2009

Prêmios Individuais
- Liga Jia-A: Treinador do Ano (2): 1995, 1998